# 미야자키 고
미야자키 고(일본어: 宮崎 鴻, 1999년 8월 5일~)는 일본의 축구 선수이다.

## 구단 경력
그는 2022년 J2리그의 도치기 SC에 입단했다. 2024년까지 89경기에 출전하여, 11득점을 넣었다. 2025년 베갈타 센다이로 이적했다.